# Medetera arnaudi
Medetera arnaudi är en tvåvingeart som beskrevs av Harmston 1951. Medetera arnaudi ingår i släktet Medetera och familjen styltflugor.
Artens utbredningsområde är Kalifornien. Inga underarter finns listade i Catalogue of Life.